# Melaselänjärvi
Melaselänjärvi eller Viiksinselkä är en sjö i Finland, på gränsen till Ryssland. Den ligger i kommunen Ilomants i landskapet Norra Karelen, i den sydöstra delen av landet, 400 km nordost om huvudstaden Helsingfors. Viiksinselkä ligger 145 meter över havet. Den är 7 meter djup. Arean är 18,54 kvadratkilometer och strandlinjen är 82,24 kilometer lång. Sjön  ingår i Vuoksens huvudavrinningsområde. 